# Surabaya (Blubur Limbangan)
Surabaya is een bestuurslaag in het regentschap Garut van de provincie West-Java, Indonesië. Surabaya telt 4652 inwoners (volkstelling 2010).